# Игла испод прага
Игла испод прага је црногорско-српски филм из 2016 године у режији и по сценарију Ивана Мариновића.

## Радња
Жена га је оставила. Ђорђе, његов син, му се супротставља, мајка га тек понекад препозна. Све што жели јесте само тренутак мира.
А шансе за то су никакве јер ће несретни свештеник постати непремостива препрека за велику продају земље. Петар одбија да постане део њихове трансакције, те група шармантних, али веома осветољубивих сељана, одлучује да попа из села отера.

## Улоге
| Глумац                 | Улога     |
| ---------------------- | --------- |
| Никола Ристановски     | Петар     |
| Богдан Диклић          | бизнисмен |
| Јелисавета Сека Саблић | маjка     |
| Леон Лучев             | Саво      |
| Љубомир Бандовић       |           |
| Дејан Ђоновић          |           |
| Горан Славић           |           |
| Филип Клицов           |           |
| Мирко Влаховић         |           |
| Митко Апостоловски     |           |
| Драгана Дабовић        | Маре      |
| Тихана Ћулафић         |           |
| Кристина Стевовић      |           |
| Момчило Пићурић        |           |
| Стеван Радусиновић     |           |
| Марта Пићурић          |           |
| Жељко Васић            |           |
| Анђела Митровић        |           |